# عباس حسن (لاعب كرة قدم)
عباس حسن (10 مايو 1985 لبنان - ) هو لاعب كرة قدم سويدي يلعب كحارس مرمى.

## روابط خارجية
- حسن عباس على موقع اتحاد السويد (السويدية)
- حسن عباس على موقع قاعدة بيانات كرة القدم.إي يو (الإنجليزية)
- حسن عباس على موقع ناشيونال فوتبول تيمز (الإنجليزية)
- حسن عباس على موقع Soccerway.com (الإنجليزية)
- حسن عباس على موقع عالم كرة القدم.نت (الإنجليزية)
- حسن عباس على موقع كووورة
- حسن عباس على موقع AS.com (الإسبانية)